# موزه هنرهای مدرن باکو

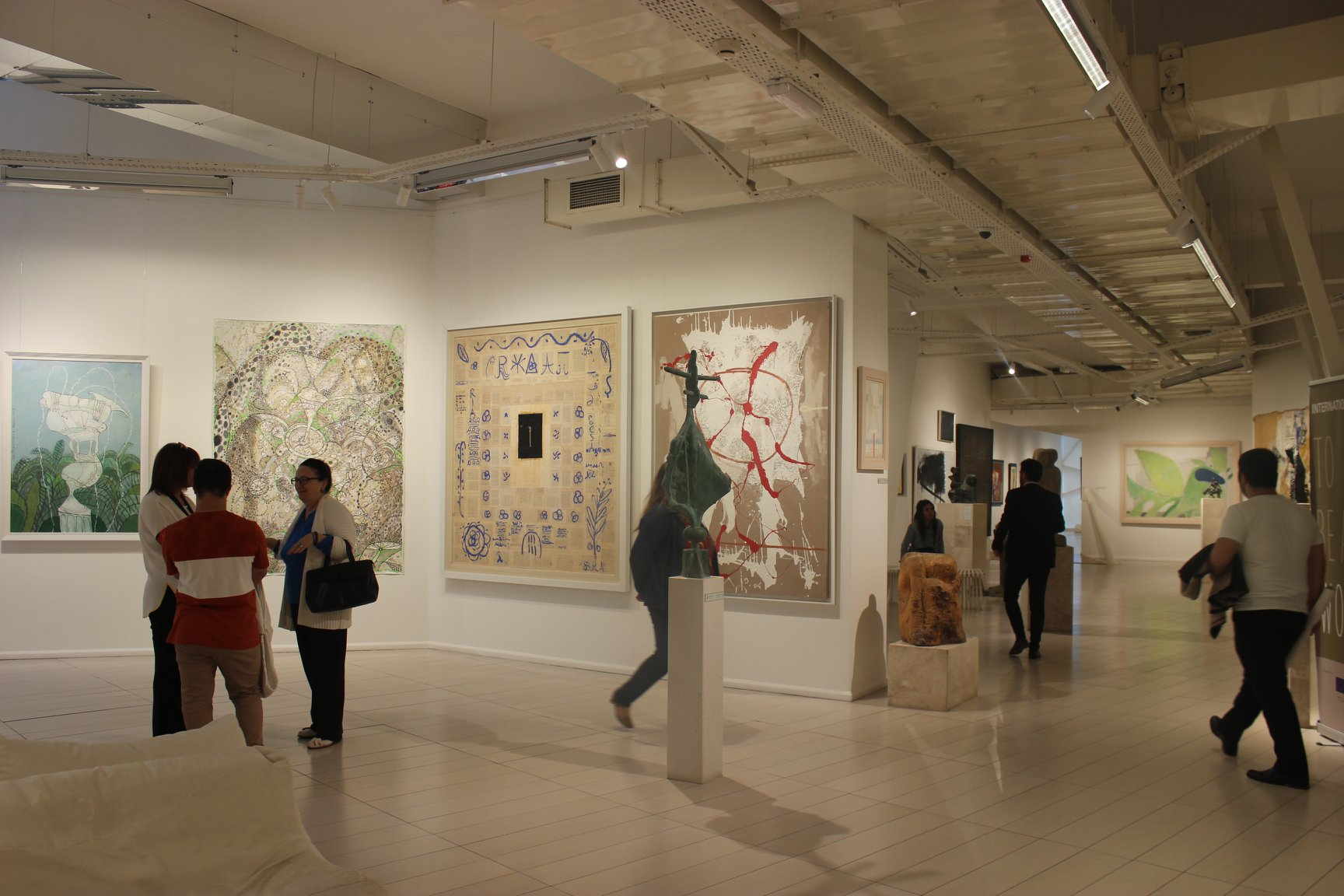
موزه هنرهای معاصر باکو، جمهوری آذربایجان

موزه هنرهای معاصر باکو (به ترکی آذربایجانی: Bakı Müasir İncəsənət Muzeyi) موزه هنر مدرن می‌باشد، که در باکو، پایتخت جمهوری آذربایجان قرار دارد.

## تاریخ موزه
موزه هنرهای معاصر باکو به اهتمام مهربان علیوا، بانو اول جمهوری آذربایجان و تأمین مالی بنیاد حیدر علی‌اف، در ۲۰ مارس سال ۲۰۰۹ گشایش یافته‌است. نمایشگاه موزه شامل اشیای نمایشی می‌شود، که از نیمه دوم قرن ۲۰ تا کنون از جملهٔ آثار نقاشی و مجسمه‌سازی پیشگام‌های آذربایجانی به حساب می‌آیند.
نمونه‌های نگارگری‌ها و مجسمه‌های هنرمندان کشورهای خارجی نیز در این نمایشگاه به نمایش درمی‌آیند. این نمایشگاه بالغ بر ۱۰۰۰ اثر از مصوران و مجسمه‌سازان آذربایجانی که، در دوره آخرین ۷۰ سال از دوران مدرن در جمهوری آذربایجان زندگی و آثار ارجمندی خلق نموده‌اند، در معرض نمایش می‌گذارد.
مؤلف ایده طرح موزه «آلتای صادق‌زاده» است. موزه دارا تالار هنر کودکانه، کتابخانه، رستوران و غیره … می‌باشد.